# Trichoniscus noricus
Trichoniscus noricus är en kräftdjursart som beskrevs av Karl Wilhelm Verhoeff 1917D. Trichoniscus noricus ingår i släktet Trichoniscus och familjen Trichoniscidae.

## Underarter
Arten delas in i följande underarter:
- T. n. noricus
- T. n. sassanus
- T. n. sturanus
- T. n. rotundatus
- T. n. karawankianus
- T. n. insulanus
- T. n. dronerensis